# 236P/LINEAR
236P/LINEAR est une comète périodique du système solaire, découverte le 29 octobre 2003 par le programme LINEAR.